# Stenocercus roseiventris
Stenocercus roseiventris — вид ігуаноподібних ящірок родини Tropiduridae. Мешкає в Південній Америці.

## Поширення і екологія
Stenocercus roseiventris мешкають на східних схилах Анд і на заході Амазонії, на території Перу, Болівії, Бразилії і північно-західної Аргентини (Сальта, Жужуй). Вони живуть в різноманітних природних середовищах, зокрема у вологих рівнинних тропічних лісах, в Юнзі, в лісах Болівіано Тукумано, у вологих гірських тропічних лісах, в міжандійських сухих лісах та в Чако-Серрадо. Зустрічаються на висоті від 37 до 3000 м над рівнем моря.